# 27 avril 1993
Le mardi 27 avril 1993 est le 117e jour de l'année 1993.

## Naissances
- Andrew Welinski, hockeyeur sur glace américain
- Calaum Jahraldo-Martin, footballeur international antiguayen
- Carlos Eduardo Bendini Giusti, joueur de football brésilien
- Dezerea Bryant, athlète américaine
- Dimitris Kolovos, footballeur grec
- Edibaldo Maldonado, cycliste mexicain
- Ewa Śliwińska, joueuse de volley-ball polonaise
- J. D. Davis, joueur de baseball américain
- Li Yajun, haltérophile chinoise
- Linda Büsscher, joueuse de volley-ball allemande
- Louis Giard, véliplanchiste français
- Matthew Peca, hockeyeur sur glace canadien
- Mika Köngäs, joueur finlandais de badminton
- Roseline Ngo Leyi, handballeuse française
- Tyler Graovac, hockeyeur sur glace canadien
- Yeo Min-ji, joueuse de football sud-coréenne

## Décès
- Alex Chola (né le 6 juin 1956), joueur de football international zambien
- Derby Makinka (né le 5 septembre 1965), joueur de football zambien
- Eston Mulenga (né le 7 août 1967), joueur de football zambien
- Georges Rastel (né le 28 octobre 1910), personnalité politique française
- Godfrey Chitalu (né le 22 octobre 1947), footballeur et entraîneur zambien
- Hans Sahl (né le 20 mai 1902), auteur littéraire et critique
- John Soko (né le 5 mai 1968), joueur de football zambien
- Monique Morelli (née le 19 décembre 1923), chanteuse française
- Patrick Banda (né le 28 janvier 1974), joueur de football international zambien
- Richard Mwanza (né le 5 mai 1959), joueur de football zambien
- Robert Watiyakeni (né à une date inconnue), joueur de football zambien
- Samuel Chomba (né le 5 janvier 1964), joueur de football zambien
- Sylvia Ardyn Boone (née en 1942), historienne américaine
- Timothy Mwitwa (né le 21 mai 1968), joueur de football zambien
- Whiteson Changwe (né le 19 octobre 1964), joueur de football zambien
- Wisdom Mumba Chansa (né le 14 avril 1964), joueur de football international zambien

## Événements
- Création de la banque centrale d'Arménie
- Fin de la série télévisée La Voix du silence
- Début du tournoi de Tarente
- Accident du Vol 319 Zambian Air Force au large du Gabon : l'équipe de Zambie de football est décimée